# Triaeris glenniei
Triaeris glenniei là một loài nhện trong họ Oonopidae.
Loài này thuộc chi Triaeris. Triaeris glenniei được miêu tả năm 1946 bởi Fage.